# FC Kahuna
FC Kahuna was een Britse housegroep. Deze bestond uit Jon Nowell en Daniel Ormondroyd. De groep begon aanvankelijk in de aan het einde van de jaren negentig populaire stroming big beat. De doorbraak kwam in 2002 met het diverse album Machine Says Yes. Na een veelbelovende start verdween het duo echter geruisloos.

## Geschiedenis
Nowell en Ormondroyd kennen elkaar al sinds hun kinderjaren toen ze bij elkaar in de buurt woonden in Leeds. Tijdens de middelbareschooltijd verwaterd het contact wat, maar ze vinden elkaar weer wanneer ze veel uit gaan in de Warehouse-club in hun woonplaats. Wanneer Daniel gaat studeren in Londen, komt Nowell vaak bij hem logeren om het nachtleven te ontdekken. Halverwege de jaren negentig zijn ze echter ontevreden over het gebrek aan vernieuwing in de clubscene. Daarom zetten ze de clubavond Big Kahuna Burger op, die vernoemd is naar de hamburger uit Pulp Fiction. Het tweetal begint ook met dj'en onder de naam Dan & Jon Kahuna. In 1997 verschijnt de eerste single You Know It Makes Sense. In 1998 werken ze ook met Jon Carter samen als Magnum Force.
Als in 2002 de populariteit van big beat weggevaagd is, kiezen ze voor een muzikale koers met invloeden uit de house en electro en ook triphop. Daarmee maken ze de dansbare single Glitterball en het dromerige Hayling. Op Hayling is Hafdís Huld Hákonardóttir van de groep GusGus te gast. Het worden bescheiden hitjes in eigen land. Het album Machine Says Yes, dat een aantal keer is uitgesteld, wordt goed ontvangen. Op het album zijn ook Eileen Rose en Super Furry Animals-zanger Gruff Rhys betrokken voor vocalen. De twee gaan met een liveact op tournee en staat op diverse festivals. In 2003 maken ze voor Azuli Records de mixverzamelaar Another fine mess. Daarna wordt er echter weinig meer van FC Kahuna vernomen.

## Discografie

### Albums
- Machine Says Yes (2002)
- Another Fine Mess (verzamel, 2003)